# Charles Gassot
Pour les articles homonymes, voir Gassot.
Charles Gassot, né le 17 août 1947 à Saint-Symphorien (Tours), est un producteur de cinéma français particulièrement connu pour produire les comédies d'Étienne Chatiliez et certaines des comédies d'Agnès Jaoui et de Jean-Pierre Bacri.
Il a ponctuellement officié comme acteur et comme scénariste. Il a par ailleurs réalisé un seul film : Méchant Garçon en 1992.
Les sociétés de productions qu'il a sous sa direction sont notamment Téléma et Produire à Paris.
Charles Gassot est également président de l'ONG Écoles du monde qu'il a fondée en 1997, pour apporter l'éducation aux enfants de territoires ruraux isolés de Madagascar notamment à Besely.
Dans sa carrière, Charles Gassot a également produit plus de 2000 films publicitaires, produit le défilé du Bicentenaire de la Révolution et les cérémonies des Jeux Olympiques d'hiver de 1992. Il est également Chevalier de la Légion d'Honneur, Officier nationale du Mérite, Officier des Arts et des Lettres et Commandeur de l'Ordre national Malgache.

## Filmographie
- 1983 : Mortelle randonnée de Claude Miller
- 1987 : Avril brisé de Liria Bégéja
- 1988 : La vie est un long fleuve tranquille d'Étienne Chatiliez
- 1989 : Les Maris, les Femmes, les Amants de Pascal Thomas
- 1989 : Pentimento de Tonie Marshall
- 1990 : Tatie Danielle d'Étienne Chatiliez
- 1994 : Priez pour nous de Jean-Pierre Vergne
- 1994 : La Cité de la peur d'Alain Berbérian
- 1995 : Au petit Marguery de Laurent Bénégui
- 1995 : Le bonheur est dans le pré d'Étienne Chatiliez
- 1996 : Beaumarchais, l'insolent d'Édouard Molinaro
- 1996 : À toute vitesse de Gaël Morel
- 1996 : Un air de famille de Cédric Klapisch
- 1997 : Romaine de Agnès Obadia
- 1997 : Mauvais genre de Laurent Bénégui
- 1998 : Michael Kael contre la World News Company de Christophe Smith
- 1998 : Ceux qui m'aiment prendront le train de Patrice Chéreau
- 1998 : Le Poulpe de Guillaume Nicloux
- 1999 : Voyeur (Eye of the Beholder) de Stephan Elliott
- 2000 : Merci pour le geste de Claude Faraldo
- 2000 : Le Goût des autres d'Agnès Jaoui
- 2000 : Hotel Splendide de Terence Gross
- 2001 : Intimité (Intimacy) de Patrice Chéreau
- 2001 : Tanguy d'Étienne Chatiliez
- 2002 : À la folie... pas du tout de Lætitia Colombani
- 2002 : Ah ! si j'étais riche de Gérard Bitton et Michel Munz
- 2003 : Bienvenue chez les Rozes de Francis Palluau
- 2003 : 7 ans de mariage de Didier Bourdon
- 2004 : Immortel, ad vitam de Enki Bilal
- 2004 : Le Cou de la girafe de Safy Nebbou
- 2004 : La Confiance règne d'Étienne Chatiliez
- 2005 : Un vrai bonheur, le film de Didier Caron
- 2005 : Saint-Jacques... La Mecque de Coline Serreau
- 2005 : Le Cactus de Gérard Bitton et Michel Munz
- 2006 : Minotaur de Jonathan English
- 2007 : La Chambre des morts d'Alfred Lot
- 2008 : L'emmerdeur de Francis Veber
- 2008 : La Très très grande entreprise de Pierre Jolivet
- 2008 : Agathe Cléry d'Étienne Chatiliez
- 2011 : Voir la mer de Patrice Leconte

## Acteur
- 2008 : Mes stars et moi de Laetitia Colombani : Le producteur à l'avant-première
- 2003 : Les clefs de bagnole de Laurent Baffie : Un producteur
- 2002 : Ah! Si j'étais riche de Gérard Bitton et Michel Munz : Le client de Priscille (non crédité)
- 1983 : Mortelle randonnée de Claude Miller : Un policier à l'hôtel (non crédité)

## Divers
- 2002 : Un jour dans la vie du cinéma français, documentaire télé réalisé par Jean-Thomas Ceccaldi et Christophe d'Yvoire - lui-même
- 1994 : Priez pour nous de Jean-Pierre Vergne - scénariste
- 1992 : Méchant Garçon - réalisateur et scénariste
- 1989 : Cinéma, Cinémas - magazine télé de Claude Ventura, Anne Andreu et Michel Boujut - lui-même